# Железный поток (роман)
«Железный поток» — роман советского писателя Александра Серафимовича. В произведении описаны реальные события Гражданской войны — поход Таманской армии под командованием Е. И. Ковтюха летом 1918 года (в тексте рассказа он «Кожух»).

## История
Замысел написать произведение об участии крестьянских масс в социалистической революции впервые возник у Серафимовича в 1919—1920 гг.: 
Я вообще носил в себе, смутно вырисовывавшуюся для меня тему об участии крестьянства в революции и искал событий, в которых это участие крестьянства в революции выразилось бы наиболее полно и углубленно.
 Писатель записывал рассказы непосредственных участников боёв, приезжавших с фронтов гражданской войны. Перед ним развертывались «удивительные картины потрясающего героизма», но он «всё ждал чего-то, чего-то другого…»
Над романом «Железный поток» Александр Серафимович работал с 1921 года на протяжении двух с половиной лет. Изучить тему он смог, работая в годы Гражданской войны корреспондентом газеты «Правда», возглавлял литературный отдел Наркомпроса, много ездил по фронтам, где встречался с бойцами Красной Армии, изучал подробности боев. Совершал поездки на побережье Кавказа и в Новороссийск.
В романе описаны реальные события Гражданской войны. В конце лета-начале осени 1918 года Таманская армия совершила поход-прорыв на юге России. В августе на Кубани разгорелось восстание, белые войска заняли Екатеринодар, отчего таманцы оказались отрезаны от красных войск на Северном Кавказе. Было решено вывести армию из окружения. Бойцы выходили из окружения с семьями. Они преодолели около пятисот километров, вступая в бои с белоказачьими отрядами. В итоге таманцы пробились к своим войскам и участвовали в наступлении на Южном фронте.
Серафимовичу была известна история Таманской армии. После знакомства в 1921 году с командиром таманцев Епифаном Иовичем Ковтюхом (знакомство произошло в Москве, куда Ковтюх приехал обучаться в Военной академии, на квартире у своего друга, украинца З. В. Сокирко) у него увеличился интерес к походу. Повесть «Железный поток. Из цикла „Борьба“» была впервые опубликована в 1924 году в альманахе «Недра» (Москва: Издательство «Мосполиграф», 1924. Кн. № 4. Тираж 5000 экз.).
По замыслу писателя повесть «Железный поток» должна была стать частью эпопеи «Борьба», однако Серафимович, по его признанию, «не стал тиражировать жестокость».
В 1927 году в ГИЗ выходит третье издание романа. С 1926 по 1930 гг. в ГИЗ вышло более 200 тыс. экземпляров книги. После попадания Ковтюха в опалу, его ареста в 1937 году, а затем расстрела как «врага народа», роман был массово изъят, в новых изданиях фамилия Ковтюха нигде в книге не упоминается, — в сохранившихся экземплярах книги, вышедших до 1934 года (6-е издание) можно встретить оригинальные имена и послесловие Ковтюха. До отцензурированного переиздания книга не называлась ни «романом», ни «повестью», ни «рассказом», поскольку не вкладывалась в существующую жанровую сетку. Постоянный спутник, критик и редактор сочинений Серафимовича Г. Б. Шатуновский (Нерадов) определил книгу как «небывалый вид художественного творчества, который ломает установившиеся формы и традиции литературных школ». Как и «Чапаев» Д. Фурманова, «Разгром» А. Фадеева, «Железный поток» издавался огромными по тем временам тиражами. Более того, до попадения в немилость к Сталину комкор Ковтюх сам написал книгу-хронику «„Железный поток“ в военном изложении», представляющую пересказ эпизодов «Железного потока» Серафимовича с точки зрения профессионального военного (до 1935 года в Военном издательстве вышло три издания книги, которые так же были в дальнейшем изъяты). . Кроме самого «Железного потока» и его военной адаптации была изъята авторская книга о книге «Как я писал „Железный поток“» а также «Красный десант» и «Епифан Ковтюх» Фурманова. Дом горсовета имени героев «Железного потока» в Смоленске (в котором до ареста жил прототип главного героя) получил название Дом «со львами», а в «Хождении по мукам» А. Н. Толстого все упоминания о Ковтюхе так же были заменены на «Кожух»). Адъютант Ковтюха, Яков Гладких (в книге он «Приходько», но автор сам указывает его настоящую фамилию в примечании), так же не избежал репрессий. В тексте романа были убраны украинизмы из уст персонажей («держи́ть ёго!» стало «держите его!», «пийдэ́мо» — «пойдемо» и т. п.), из-за небрежности цензоров-корректоров доходило до курьёзов («неумолимо» превратилось в бессмысленное по контексту «неуловимо» и т. п.).
Сведения о реальных прототипах персонажей книги в советской печати стали появляться с 1973 года, но подвергались критике «исследователями жизни и творчества» Серафимовича, заявлявшими, что: «Кожух — совсем не Епифан Ковтюх, а Приходько — отнюдь не Яков Гладких» и т. п.
После ликвидации спецхрана в конце 1980-х гг., некоторое количество книг из более чем полумиллиона экземпляров, изданных до 1938 года, вернулось в советские, а затем российские библиотеки. В период войны (с 1941 по 1944 г.) «Железный поток» практически не издавался. С 1944 по 1948 годы было осуществлено ещё семь прижизненных изданий.

## Сюжет
Роман описывает поход Таманской армии вдоль черноморского побережья на Туапсе вдоль линии Армавир-Туапсинской железной дороги на соединение с главными силами и произошедшие в ней изменения в 1918 году. Колонна полуголодных, уставших людей, мало понимающих суть событий и воспринимающих только личные ценности и беспокоясь только о собственном спасении, под предводительством командира Кожуха, постепенно превращается в полноценную сознательную армию, в «железный поток», наводящий страх на восставших казаков и белую гвардию.
Главной идеей, которую доносит автор, является необходимость спастись и победить, объединив людские силы. Несмотря на кажущее отсутствие перспективы победы, поход Кожуха сопровождался многочисленными кровопролитиями и потерями, люди не только не деградировали, но обрели цель и гражданские ориентиры.

## Персонажи
В основе сюжета романа заложена судьба масс, а не судьбы отдельных героев. Из людского «потока» Серафимович же выделяет такие лица, как баба Горпина и её муж. В Горпине постепенно пробуждается классовое самосознание и чувство коллективизма.
Командир «железного потока», Кожух, характеризуется автором в обобщенном плане через портретные детали, биографию и особенности его речи.
| Подлинное имя персонажа | После 1937 года |
| ----------------------- | --------------- |
| Е. И. Ковтюх            | «Кожух»         |
| Я. Е. Гладких           | «Приходько»     |
| И. И. Матвеев           | «Смолокуров»    |

Начальник штаба «Железного потока» Г. Н. Батурин упоминается в рукописи под своим подлинным именем, в изданиях книги он просто «начальник штаба» без фамилии.

## Цитата
Отбор фактического материала я подчинил основной мысли, основной идее, основной линии, около которой навивался весь художественный материал,— это реорганизация сознания массы: вышли в поход собственниками-индивидуалистами, пришли подлинными приверженцами советской власти, понимающими, за что они борются. Материал, даже хороший, даже яркий, который не продвигал каждый раз основную линию, основную мысль вперед, я отбрасывал. Нужно было быть очень экономным. Если бы я брал материал по яркости, то основная мысль, основная идея потускнела бы, заслонилась бы обилием материала.— Александр Серафимович

## Адаптации
В 1967 году режиссёр Ефим Дзиган снял цветной художественный широкоформатный фильм Железный поток по одноимённому роману Александра Серафимовича. Премьера фильма состоялась 5 ноября 1967 года. В прокате фильм посмотрело около 22 200 000 зрителей. На Всероссийском кинофестивале в Ленинграде фильм «Железный поток» удостоен премии как лучший историко-революционный фильм, на Международном кинофестивале в Чикалайо (Перу) фильм получил большой приз «Золото древних инков».

### Отзывы о «Железном потоке»
- Вешнев В. «Правда», 1924, № 57, 9 марта
- Владиславлев И. В. Литература великого десятилетия (1917—1927), т. I. М. — Л., 1928.
- Ковтюх Е. «Октябрь», 1933, IV
- Кубиков И. Комментарии к повести А. Серафимовича «Железный поток». изд. «Мир», М., 1933
- Линин А. М. Серафимович — детский писатель // Линин А. М. «Литературные очерки». Ростов н/Д., 1935
- Переверзев В. «Печать и революция», 1924, V
- Писатели современной эпохи, т. I, ред. Б. П. Козьмина. М., 1928
- Полянский В. «Красная новь», 1925, III
- Саввин Н. «Родной язык в школе», 1927, II (опыт проработки для учащихся)
- Фатов Н. Н. А. С. Серафимович. Очерк жизни и творчества. Гиз, М. — Л., 1927.
- Фурманов Д. О «Железном потоке» А. Серафимовича. // «Октябрь», 1924, II.
- Хигерович Р. И. «Железный поток» А. Серафимовича. М., 1968